# Ellen (Niederzier)
Ellen is een plaats in de Duitse gemeente Niederzier, deelstaat Noordrijn-Westfalen, en telt 2176 inwoners (2011).
Tot 1794 viel Ellen onder het hertogdom Gulik. In dat jaar bezetten Franse troepen de linkeroever van de Rijn, waaronder Ellen. In 1802 werd Ellen onderdeel van de Mairie Arnoldsweiler. In 1814 kwam een einde aan de Franse bezetting en werd Ellen toegewezen aan Pruisen. Op 1 januari 1972 werd Ellen onderdeel van de gemeente Niederzier.